# أوسيوغاتشي (نيويورك)
أوسيوغاتشي (بالإنجليزية: Oswegatchie, New York)‏ هي بلدة أمريكية تقع في الولايات المتحدة في مقاطعة سانت لورنس، نيويورك. يقدر عدد سكانها بـ 4,397 نسمة ومساحتها 184.9 كم2 و وترتفع عن سطح البحر 86 متر.